# Pteropsiella serrulata
Pteropsiella serrulata là một loài Rêu trong họ Lepidoziaceae. Loài này được Spruce ex Stephani mô tả khoa học đầu tiên năm 1908.